# Heteropoda crassa
Heteropoda crassa este o specie de păianjeni din genul Heteropoda, familia Sparassidae, descrisă de Simon, 1880. Conform Catalogue of Life specia Heteropoda crassa nu are subspecii cunoscute.